# Millie the Model
Millie the Model è il più longevo dei titoli umoristici della Marvel Comics, pubblicato per la prima volta nel 1940 dalla compagnia Timely Comics, poi dalla Atlas Comics, poi fino al 1973 dalla Marvel. La protagonista è la modella Millie Collins che lavora per la Hanover Modelling Agency. Il suo boyfriend è il fotografo Clicker (originariamente Flicker).